# Erich Dummer

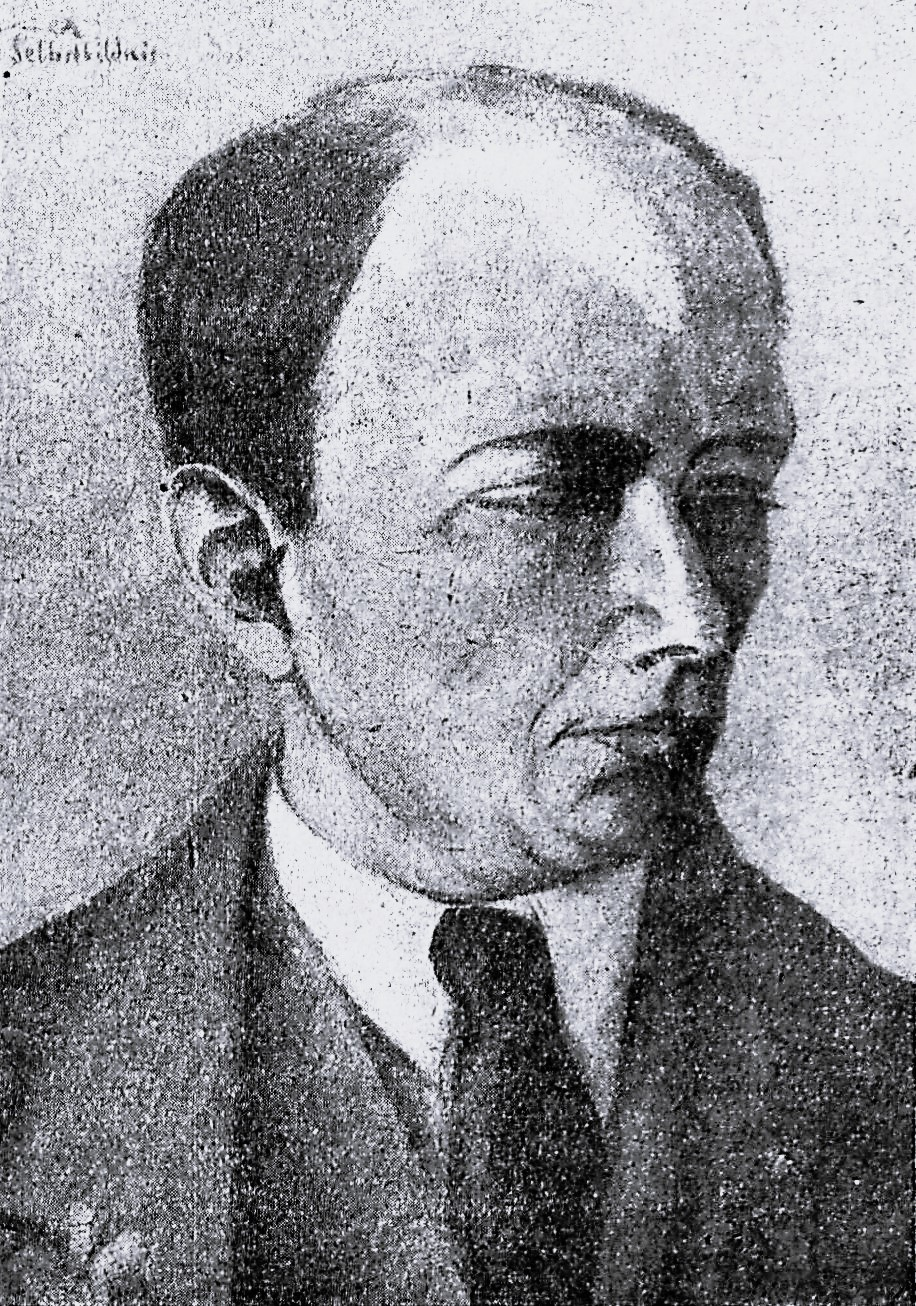
Selbstbildnis. Gemälde.

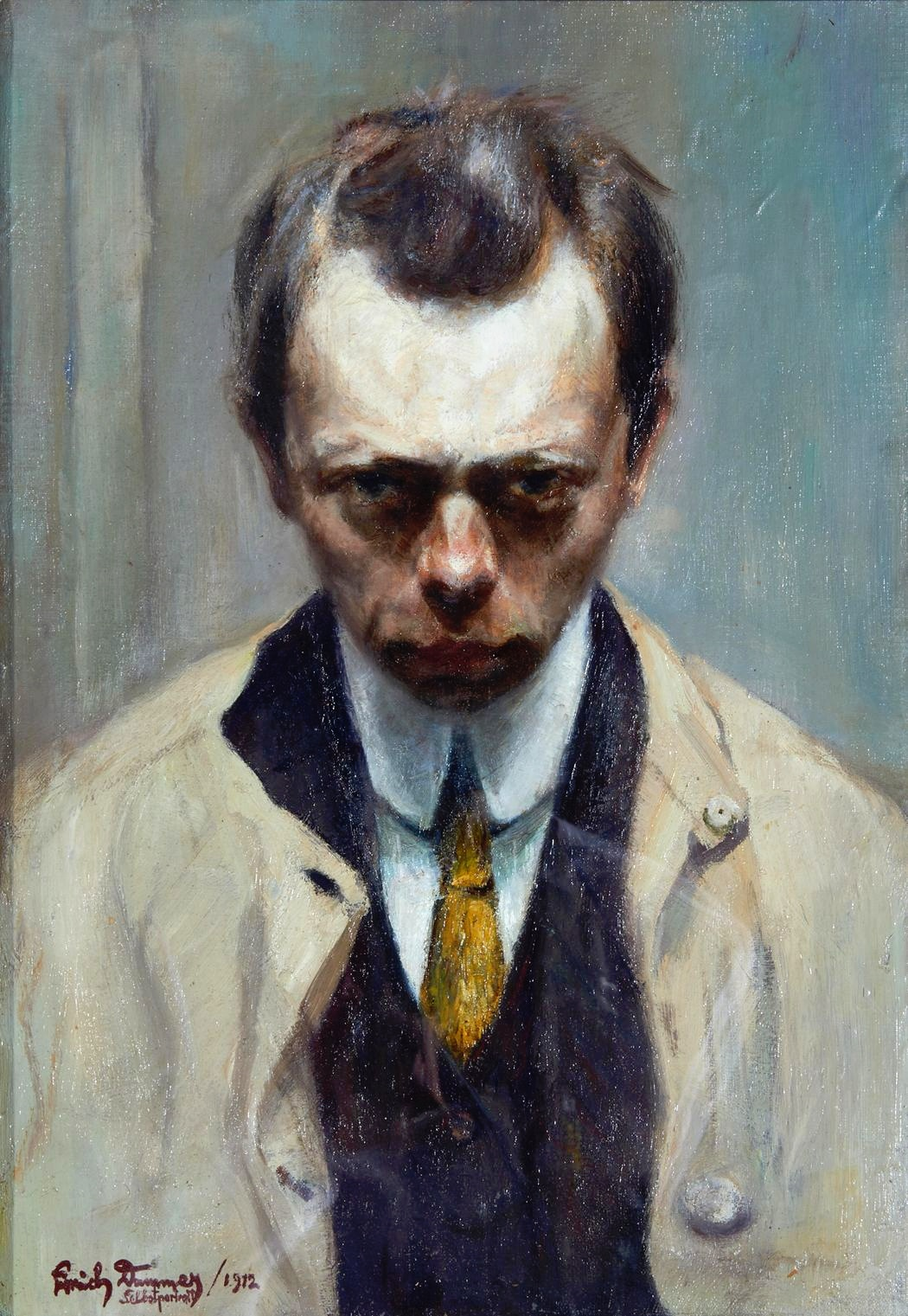
Selbstporträt (1912)

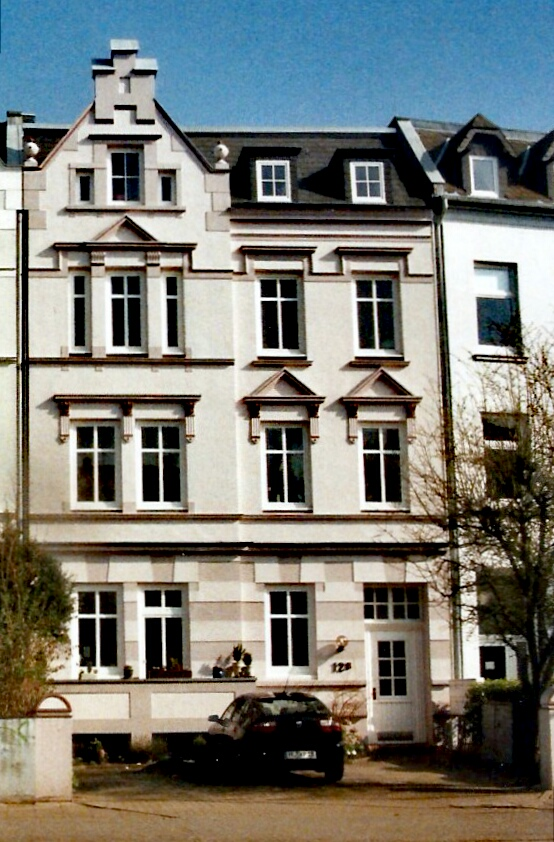
Einstiger Wohnsitz

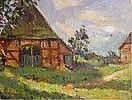
Bauernkate in Schleswig-Holstein, entstanden um 1915

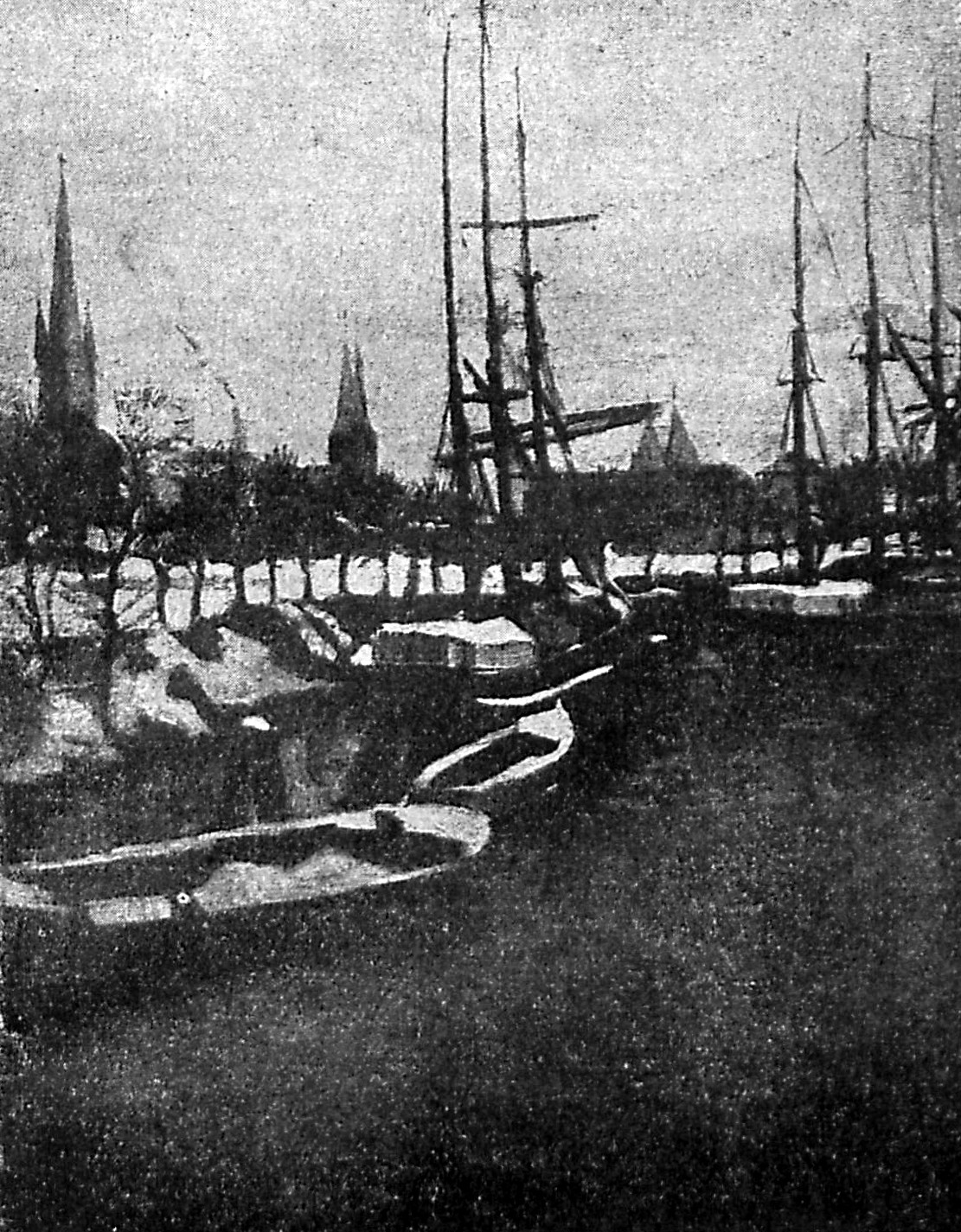
Stadtgraben. Gemälde.

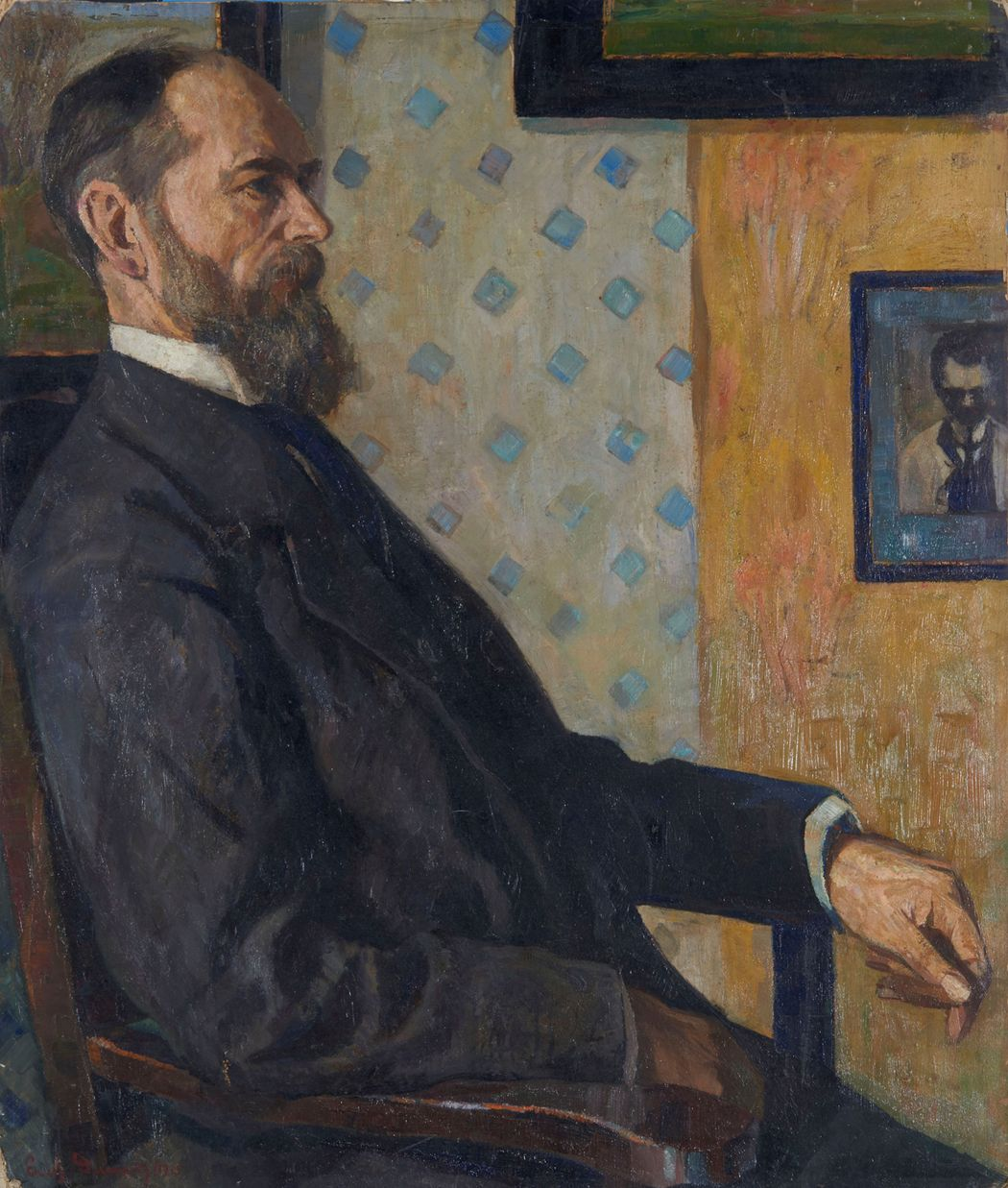
Bildnis des Vaters (1915)

Erich Dummer (* 30. September 1889 in Lübeck; † 7. Februar 1929 ebenda) war ein deutscher Maler des frühen 20. Jahrhunderts.

## Leben
Aus einfachen Verhältnissen stammend, kopierte Dummer in seiner Jugend bereits nach farbigen Vorlagen Reiterkämpfe und Seeschlachten, Sonnenuntergänge und das Märchenschloss auf dem Berg Montsalvage. In seinen ersten heroisch-tragischen Malversuchen brachen aus dem betont ernst gehaltenen Dunkel Lichter, die helle Farbflecke aufleuchten ließen.
Auf dem Katharineum traf Dummer auf den die erste sichere Grundlage seiner Kunst schaffenden Zeichenlehrer. Karl Sondermann führte seine Schüler hinaus in die altertümlichen Straßen der Stadt sowie Natur. Ihm wurde das Sehen, Schauen und die des Beobachteten mit dem Zeichenstift gelehrt. Die Teilnehmer an dessen „freiwilligen Zeichenunterricht“ erhielten darüber hinaus weiteren künstlerische Anregung und Förderung. Dummer zählte bis zum Beginn seiner Akademiezeit als dessen Privatschüler. Die Natur übte hierbei einen starken Einfluss auf ihn aus. Die ersten beiden Jahre seiner Lehrzeit drängten seine Innere Welt des romantischen Gefühlslebens zurück. Es war die bestimmte Landschaft, die Wakenitz und weiter Herrnburg, wo der Künstler einen Sommer malend verbrachte. Eine gewisse Nüchternheit und Sachlichkeit, aber auch die Intensität und der Ernst der sachlichen Auseinandersetzung mit der Natur kennzeichneten seinen Pol. Dies äußerte sich nicht nur in seinen Bildern jener Zeit, sondern auch in seinen Gedichten wie „Fremd“ oder „Masken“.
Für sein weiteres Studium wendete er sich nach Weimar. An der Großherzoglich-Sächsischen Kunstschule, wo auch Sondermann dereinst studierte, trat er zunächst, dem Programm entsprechend, in die Antikenklasse des Professors Thedy. Sein eigentliches Ziel war es jedoch, bei dem Professor Theodor Hagen Förderung für sich zu erhalten. Auch die thüringische Landschaft mit ihrem farbigen Zauber war seine Lehrmeisterin. Mit der Verfeinerung seines Farbauftrags bereicherte er seine Palette. Das Bild „Lektüre im Freien“ hielt der Künstler für eines seiner besten aus jener Zeit.
In München, wohin sich der Künstler 1910 hauptsächlich wegen der Bildnismalerei wendete, erhielt das Studium der Kunsttheorie und Kunstgeschichte wesentliche Bedeutung. Er setzte sich mit der Bildauffassung Lenbachs auseinander und das Kopieren Böcklins mythologisch-romantischer Malerei diente der Überprüfung seiner eigenen romantischen Ausdrucksstärke.
Nach einem kurzen Aufenthalt 1911 in Berlin (u. a. bei Ulrich Hübner), kehrte er nochmals für kurze Zeit nach Weimar zurück. Das Berliner Jahr förderte die Entwicklung zur Farbigkeit. Diese sollte an der heimischen Landschaft später weiterentwickelt werden. Das Bild „Stadtgraben“ zeigt die malerische Frische dieser Zeit. Bei einem Aufenthalt in der Heimat klärte sich für ihn die Frage des Kunststudiums: „Es wird lediglich zur Festigung der wirtschaftlichen Zukunft unternommen.“
Sein Selbstbildnis aus dem Jahre 1912 zeigt, wie der Künstler seine problematische Lenbachperiode überwunden hat. Gerade malerisch ist es von großer Frische, und in der Gesamthaltung fand Dummer hier eine typische Form, die er später im Grunde nur noch variierte. Hiermit schien das Selbstbildnis als innerer seelischer Maßstab von ihm entdeckt worden zu sein; es sollten noch mehrere folgen. Die Ausstellung von 1928 trug bezugnehmend auf diese den Titel „Zwanzig Jahre Selbstbildnisse“
Im Winter 1914/15 beschäftigte er sich mit den Schriften Delacroix’. Diese wirkten sich auch auf seine Landschaftsmalerei aus.
Der 1920 zum Museumsdirektor der Freien und Hansestadt Lübeck berufene Kunsthistoriker und spätere Begründer des Behnhauses Carl Georg Heise wurde sein Förderer.
Unter dem Einfluss Cézannes erfuhren seine Bilder eine Aufhellung und Auflockerung der Farbe. Einen weiteren starken Antrieb erhielt die nun einsetzende neue Schaffensperiode durch einen mehrwöchigen Aufenthalt im Frühjahr 1921 in Timmendorfer Strand. Die zwei großen dort geschaffenen Bilder gingen aus einer Reihe von Studien und kleinerer Bilder hervor. Hier sollte sich der durch Cézanne begonnene Einfluss vollenden.
Dummer war Vorsitzender der „Vereinigung Lübecker Künstler“. Er war Mitglied im Verwaltungsrat der Overbeck-Gesellschaft zu Lübeck und eine Zeit lang deren Künstlerischer Leiter. Des Weiteren saß Dummer in der Jury des „Nord-Westdeutschen Künstlerbundes“.
Zudem besaß Dummer eine lebhafte schriftstellerische Begabung. Diese gab er in den Vaterstädtischen Blättern häufig zum Ausdruck, zu denen er ein besonderes Verhältnis hatte. Einst reproduzierten sie als erste dessen Bilder mit seinen Texten.

## Werke

### Thüringer Zeit
- Lektüre im Freien
- Die Straße nach Tiefurt
- Der Blick über Dächer
- Landschaft mit blauen Zaun

### Münchener Zeit
- Straße in kahler Ebene

### Wieder in Lübeck
- Selbstbildnis (diverse)
- Stadtgraben
- Sommer in Schwartau
- Schwedenkirche
- Walderlebnis
- Das zerblitzte Haus
- Friesische Landschaft
- Abend am Steilufer
- Hafen von Travemünde
- Waldpartie in Israelsdorf
- ca. 30 Radierungen mit Strandlandschaften (1920–1922)

### Figürliche Bilder
- Verkündigung des Engels an Maria
- Der heilige Martin teilt seinen Mantel mit dem Bettler

## Museumsbesitz
- Behnhaus in Lübeck mit Einzelausstellungen 1915, 1917, 1923, 1925, 1928, 1929, 1940, 1950, 1968 und 1989.